# Ірма Вайман
Ірма М. Вайман (англ. Irma M. Wyman) — комп'ютерна інженерка й перша жінка, яка стала віцепрезидентом Honeywell, Inc. Вона була викладачем системного мислення та була першою жінкою- директором з інформаційних технологій Honeywell.

## Академічне життя
У 1945 році Ваймен отримала стипендію Ріджентса і була прийнята в Інженерний коледж Мічиганського університету як одна з семи студенток. На додачу до стипендії працювала оператором щита та офіціанткою.
У ті часи жінки в інженерних програмах отримували мало заохочення та підтримки. Хоча її оцінки дозволили їй стати членом Тау Бета Пі - почесного інженерного товариства, однак вона отримала лише «Жіночий значок», оскільки на той час товариство не допускало жінок. Ваймен здобула ступінь бакалавра наук у 1949 році.

## Кар'єра
Ще у студентські роки, Ваймен працювала над проєктом наведення ракет у дослідницькому центрі Willow Run. Тоді вони використовували механічні калькулятори для обчислення траєкторії. Вона відвідала військово-морський полігон США, де Ґрейс Гоппер працювала над подібними проблемами, і виявила, що вони використовують прототип програмованого комп'ютера Mark II, розробленого в Гарвардському університеті. Вона зацікавилася комп’ютерами й пізніше згадувала, що «я стала піонером з ентузіазмом у цій новій технології, і це привело до кар’єри мого життя».
Після закінчення навчання вона приєдналася до нової компанії, яку згодом придбала Honeywell Information Systems. Вона переїхала до Міннеаполіса та розпочала довгу кар’єру менеджера в Honeywell, зрештою обійнявши посаду директора з інформації. Вона стала віцепрезидентом Honeywell Corporate Information Management (CIM) до виходу на пенсію в 1990 році .
Потім Вайман розпочала другу кар’єру в Міннесотській єпархії єпископальної церкви, де вона тренувала керівництво служителів, і потім пішла на пенсію після десяти років роботи архідияконом єпархії Міннесоти.
Вайман була лідером у дослідженнях майбутнього, підтримувала ці дослідження. Крім цього, вона стверджувала інтерв’юеру в 1979 році:
|  | Так само важливо знати, коли нехтувати ретельним плануванням і скористатися можливістю. |

Ваймен надала стипендію Ірми М. Вайман Центру освіти жінок Мічиганського університету для підтримки жінок у галузі техніки, інформатики та суміжних галузях.  Наполегливі виступи Ірми на користь жінок в інформатиці віддзеркалюють дії її наставника на початку кар’єри:
Найголовніше, чого я досягла... це навчання молоді. Вони приходять до мене, знаєте, і кажуть: "Як ви думаєте,чи ми зможемо це зробити?" А я кажу: «Спробуйте». І я їх підтримую. Їм це потрібно. Я стежу за ними, коли вони стають старшими, і періодично ворушу їх, щоб вони не забули ризикувати.

### Нагороди та відзнаки
- Медаль Мічиганського інженерного товариства — 2001
- Почесний доктор інженерних наук Мічиганського університету — 2007

## Цитата
У нас ніколи не буде другого шансу справити перше враження. (1983–1987)
Спонсоруючи інноваційну програму обізнаності про інформаційну безпеку управління корпоративною інформацією компанії Honeywell.

## Дивіться також
- Гарвард Марк II
- Жінки в обчислювальній техніці
- Жінки в інженерії [4]